# Giochi della solidarietà islamica
I Giochi della solidarietà islamica (in arabo ألعاب التضامن الإسلامي) sono una manifestazione multisportiva internazionale in cui competono atleti provenienti dai Paesi dell'Organizzazione della cooperazione islamica. Sono organizzati dalla Federazione sportiva della solidarietà islamica (ISSF) con cadenza quadriennale.

## Storia
L'evento inaugurale si tenne nel 2005 in Arabia Saudita. I Giochi furono creati per rafforzare la solidarietà islamica fra le nazioni e consolidare i principi di non discriminazione tra le religioni, le razze e i colori custodendo gli insegnamenti dell'islam. Sono ammessi a partecipare anche gli atleti non musulmani, purché provenienti da uno dei 57 Stati membri.
La seconda edizione, che si sarebbe dovuta disputare inizialmente nell'ottobre 2009 in Iran, venne in seguito posticipata ad aprile 2010, e infine fu cancellata a seguito di una disputa sorta tra l'Iran e il mondo arabo a causa dell'uso del termine "golfo Persico" nel logo dei Giochi. Da lungo tempo esiste infatti una controversia riguardo alla denominazione, dato che molti Paesi del mondo arabo utilizzano il termine "golfo Arabico" per indicare il golfo Persico.

## Edizioni
| Anno | Edizione | Stato          | Città ospitante | Date                    | Nazioni       | Atleti        | Sport         | Eventi        |
| ---- | -------- | -------------- | --------------- | ----------------------- | ------------- | ------------- | ------------- | ------------- |
| 2005 | I        | Arabia Saudita | La Mecca        | 8-20 aprile             | 55            | 6000          | 15            | 107           |
| 2010 | II       | Iran           | Teheran         | Annullati               | Annullati     | Annullati     | Annullati     | Annullati     |
| 2013 | III      | Indonesia      | Palembang       | 22 settembre-1º ottobre | 44            | 1769          | 13            | 182           |
| 2017 | IV       | Azerbaigian    | Baku            | 12-22 maggio            | 54            | 6000          | 21            | 268           |
| 2021 | V        | Turchia        | Istanbul        | 9 - 18 agosto 2022      | 55            | 4200          | 19            | 380           |
| 2025 | VI       | Pakistan       | Islamabad       | Evento futuro           | Evento futuro | Evento futuro | Evento futuro | Evento futuro |

## Sport
Complessivamente si è gareggiato in 27 sport ai Giochi della solidarietà islamica.
| Sport                | Edizioni  |
| -------------------- | --------- |
| Atletica leggera     | dal 2005  |
| Badminton            | 2013      |
| Calcio               | dal 2005  |
| Calcio a 5           | 2005      |
| Equitazione          | 2005-2013 |
| Ginnastica artistica | dal 2017  |
| Ginnastica ritmica   | dal 2017  |
| Goalball             | 2005      |
| Judo                 | dal 2017  |
| Karate               | dal 2005  |
| Lotta                | dal 2017  |
| Nuoto                | dal 2005  |
| Pallacanestro        | dal 2005  |
| Pallamano            | dal 2005  |

| Sport             | Edizioni  |
| ----------------- | --------- |
| Pallanuoto        | dal 2005  |
| Pallavolo         | dal 2005  |
| Pugilato          | dal 2017  |
| Scherma           | 2005-2013 |
| Sollevamento pesi | dal 2005  |
| Taekwondo         | dal 2005  |
| Tennis            | dal 2005  |
| Tennistavolo      | dal 2005  |
| Tiro a segno      | dal 2017  |
| Tiro con l'arco   | 2013      |
| Tuffi             | dal 2005  |
| Wushu             | dal 2013  |
| Zorkana           | dal 2017  |

## Medagliere
Aggiornato ai Giochi di Baku 2017.
| Posiz. | Nazione             | Oro | Argento | Bronzo | Totale |
| ------ | ------------------- | --- | ------- | ------ | ------ |
| 1      | Azerbaigian         | 75  | 50      | 37     | 162    |
| 2      | Turchia             | 71  | 67      | 57     | 195    |
| 3      | Iran                | 39  | 26      | 33     | 98     |
| 4      | Uzbekistan          | 15  | 17      | 31     | 63     |
| 5      | Bahrein             | 12  | 5       | 4      | 21     |
| 6      | Algeria             | 7   | 12      | 21     | 40     |
| 7      | Marocco             | 7   | 5       | 15     | 27     |
| 8      | Indonesia           | 6   | 29      | 23     | 58     |
| 9      | Egitto              | 6   | 5       | 7      | 18     |
| 10     | Kirghizistan        | 4   | 5       | 8      | 17     |
| 11     | Arabia Saudita      | 4   | 1       | 6      | 11     |
| 12     | Giordania           | 3   | 1       | 11     | 15     |
| 13     | Iraq                | 2   | 7       | 5      | 14     |
| 14     | Kazakistan          | 2   | 5       | 12     | 19     |
| 15     | Turkmenistan        | 2   | 4       | 7      | 13     |
| 16     | Qatar               | 2   | 3       | 7      | 12     |
| 17     | Nigeria             | 2   | 3       | 1      | 6      |
| 18     | Siria               | 2   | 2       | 6      | 10     |
| 19     | Tunisia             | 1   | 3       | 8      | 12     |
| 20     | Camerun             | 1   | 2       | 6      | 9      |
| 21     | Bangladesh          | 1   | 1       | 1      | 3      |
| 21     | Senegal             | 1   | 1       | 1      | 3      |
| 23     | Gambia              | 1   | 1       | 0      | 2      |
| 24     | Benin               | 1   | 0       | 1      | 2      |
| 24     | Guinea-Bissau       | 1   | 0       | 1      | 2      |
| 24     | Mozambico           | 1   | 0       | 1      | 2      |
| 27     | Pakistan            | 0   | 3       | 9      | 12     |
| 28     | Oman                | 0   | 3       | 4      | 7      |
| 29     | Emirati Arabi Uniti | 0   | 1       | 3      | 4      |
| 30     | Guyana              | 0   | 1       | 2      | 3      |
| 30     | Suriname            | 0   | 1       | 2      | 3      |
| 32     | Gibuti              | 0   | 1       | 1      | 2      |
| 33     | Mali                | 0   | 1       | 0      | 1      |
| 33     | Uganda              | 0   | 1       | 0      | 1      |
| 35     | Afghanistan         | 0   | 0       | 6      | 6      |
| 36     | Costa d'Avorio      | 0   | 0       | 4      | 4      |
| 36     | Tagikistan          | 0   | 0       | 4      | 4      |
| 38     | Malaysia            | 0   | 0       | 2      | 2      |
| 38     | Yemen               | 0   | 0       | 2      | 2      |
| 40     | Libano              | 0   | 0       | 1      | 1      |
| Totale | Totale              | 269 | 267     | 350    | 886    |